# Ediesse
Ediesse è una casa editrice italiana.
Ediesse è la casa editrice della CGIL nata nel dicembre del 1982 in seguito alla trasformazione della denominazione della Editrice sindacale italiana (Esi), fondata nel 1952.
Ediesse si caratterizza per una marcata attenzione rivolta ai cambiamenti economici e sociali in corso, di cui si analizzano le tendenze, i contenuti, i riflessi sulla società e, in particolare, sul mondo del lavoro.
La pubblicazione è articolata in diciotto collane che spaziano dai saggi di economia, di diritto del lavoro,  di sociologiae politica fino ad arrivare al fumetto, alla poesia e al romanzo. Il tratto comune delle opere pubblicate consiste nel mantenere il focus sul punto di vista del lavoro, considerato nelle sue multiformi sfaccettature.
Il Comitato editoriale è composto da Aris Accornero, Giorgio Lunghini, Saul Meghnagi, Marcello Messori, Giacinto Militello, Marino Regini, Silvana Sciarra e Mario Telò.
Oltre ai libri, Ediesse pubblica anche tre  riviste trimestrali: la Rivista giuridica del Lavoro e della Previdenza sociale diretta da Umberto Carabelli , la Rivista delle Politiche Sociali diretta da Rossana Dettori ed i Quaderni di Rassegna sindacale Lavori, che fanno capo al comitato editoriale.